# Andrés Eloy Blanco (Barinas)
Andrés Eloy Blanco è un comune del Venezuela situato nello stato del Barinas.
Il capoluogo del comune è la città di El Cantón.